# Championnat d'Amérique du Nord et des Caraïbes masculin de handball 2022
Navigation
Mexique 2018 Mexique 2024
Le Championnat d'Amérique du Nord et des Caraïbes 2022 est la 3e édition de cette compétition. Elle s'est déroulée du 26 au 30 juin 2022 à Mexico au Mexique.
C'est la première édition organisée par la Confédération d'Amérique du Nord et des Caraïbes de handball depuis la dissolution de Fédération panaméricaine de handball en 2018.
Les États-Unis remportent pour la première fois la compétition et obtient ainsi sa qualification pour le Championnat du monde 2023.

## Tour préliminaire
|   | Équipe     | Pts | J | G | N | P | Bp | Bc | Diff |
| - | ---------- | --- | - | - | - | - | -- | -- | ---- |
| 1 | États-Unis | 6   | 3 | 3 | 0 | 0 | 98 | 76 | 22   |
| 2 | Groenland  | 3   | 3 | 1 | 1 | 1 | 87 | 89 | -2   |
| 3 | Mexique    | 2   | 3 | 1 | 0 | 2 | 79 | 87 | -8   |
| 4 | Cuba       | 1   | 3 | 0 | 1 | 2 | 80 | 92 | -12  |

| 26 Juin 16h00 | Groenland    | 28–36   | États-Unis  | Mexican Olympic Sports Center, Mexico Arbitrage : Belmonte, Coba |
| 26 Juin 16h00 | Kreutzmann 8 | (14–19) | Hoddersen 9 | Mexican Olympic Sports Center, Mexico Arbitrage : Belmonte, Coba |
| 26 Juin 16h00 | ×1 ×3 ×1     | Rapport | ×2 ×7       | Mexican Olympic Sports Center, Mexico Arbitrage : Belmonte, Coba |

| 26 Juin 18h00 | Cuba     | 25–33   | Mexique    | Mexican Olympic Sports Center, Mexico Arbitrage : Mikaelsen, Petersen |
| 26 Juin 18h00 | Garcia 6 | (16–13) | Sandoval 7 | Mexican Olympic Sports Center, Mexico Arbitrage : Mikaelsen, Petersen |
| 26 Juin 18h00 | ×1 ×4    | Rapport | ×2         | Mexican Olympic Sports Center, Mexico Arbitrage : Mikaelsen, Petersen |

| 27 Juin 16h00 | Groenland | 27–27   | Cuba        | Mexican Olympic Sports Center, Mexico Arbitrage : Augusto, Poulet |
| 27 Juin 16h00 | Høegh 11  | (12–14) | Rodriguez 9 | Mexican Olympic Sports Center, Mexico Arbitrage : Augusto, Poulet |
| 27 Juin 16h00 | ×2 ×4     | Rapport | ×1 ×5 ×1    | Mexican Olympic Sports Center, Mexico Arbitrage : Augusto, Poulet |

| 27 Juin 18h00 | Mexique    | 20–30   | États-Unis          | Mexican Olympic Sports Center, Mexico Arbitrage : Reyes, Zuñiga |
| 27 Juin 18h00 | Sandoval 8 | (11–17) | Fofana, Hoddersen 6 | Mexican Olympic Sports Center, Mexico Arbitrage : Reyes, Zuñiga |
| 27 Juin 18h00 | ×6 ×1      | Rapport | ×5                  | Mexican Olympic Sports Center, Mexico Arbitrage : Reyes, Zuñiga |

| 28 Juin 16h00 | États-Unis | 32–28   | Cuba     | Mexican Olympic Sports Center, Mexico Arbitrage : Blanco, Santillanes |
| 28 Juin 16h00 | Chan 8     | (18–16) | Garcia 7 | Mexican Olympic Sports Center, Mexico Arbitrage : Blanco, Santillanes |
| 28 Juin 16h00 | ×1 ×5      | Rapport | ×5       | Mexican Olympic Sports Center, Mexico Arbitrage : Blanco, Santillanes |

| 28 Juin 18h00 | Mexique   | 26–32   | Groenland | Mexican Olympic Sports Center, Mexico Arbitrage : Reyes, Zuñiga |
| 28 Juin 18h00 | Morales 7 | (15–16) | Lennert 8 | Mexican Olympic Sports Center, Mexico Arbitrage : Reyes, Zuñiga |
| 28 Juin 18h00 | ×1 ×2     | Rapport | ×1 ×4     | Mexican Olympic Sports Center, Mexico Arbitrage : Reyes, Zuñiga |

## Phase finale

### Match pour la3eplace
| 30 Juin 16h00 | Mexique            | 30–35   | Cuba         | Mexican Olympic Sports Center, Mexico Arbitrage : Augusto, Poulet |
| 30 Juin 16h00 | Ávalos, Sandoval 5 | (13–13) | Rodríguez 12 | Mexican Olympic Sports Center, Mexico Arbitrage : Augusto, Poulet |
| 30 Juin 16h00 | ×2 ×3              | Rapport |              | Mexican Olympic Sports Center, Mexico Arbitrage : Augusto, Poulet |

### Finale
| 30 Juin 18h00 | États-Unis  | 33–26   | Groenland | Mexican Olympic Sports Center, Mexico Affluence : 500 Arbitrage : Reyes, Zuñiga |
| 30 Juin 18h00 | Hoddersen 8 | (16–15) | Høegh 7   | Mexican Olympic Sports Center, Mexico Affluence : 500 Arbitrage : Reyes, Zuñiga |
| 30 Juin 18h00 | ×3 ×4 ×1    | Rapport | ×1 ×5 ×1  | Mexican Olympic Sports Center, Mexico Affluence : 500 Arbitrage : Reyes, Zuñiga |

## Classement final
| Rang                                 | Équipe     | J | G | N | P | Bp  | Bc  | Diff |
| ------------------------------------ | ---------- | - | - | - | - | --- | --- | ---- |
| Médaille d'or, Amérique du Nord      | États-Unis | 4 | 4 | 0 | 0 | 131 | 102 | 29   |
| Médaille d'argent, Amérique du Nord  | Groenland  | 4 | 1 | 1 | 2 | 113 | 122 | -9   |
| Médaille de bronze, Amérique du Nord | Cuba       | 4 | 1 | 1 | 2 | 114 | 110 | 4    |
| 4                                    | Mexique    | 4 | 1 | 0 | 3 | 109 | 122 | -11  |